# NGC 3155
NGC 3155 = NGC 3194 ist eine Balken-Spiralgalaxie vom Hubble-Typ SBab im Sternbild Drache am Nordsternhimmel. Sie ist schätzungsweise 137 Millionen Lichtjahre von der Milchstraße entfernt und hat einen Durchmesser von etwa 40.000 Lichtjahren. Sie ist Mitglied der vier Galaxien zählenden NGC 3147-Gruppe (LGG 193).
Im selben Himmelsareal befinden sich u. a. die Galaxien NGC 3144 und NGC 3147.
Das Objekt wurde am 2. April 1801 von dem deutsch-britischen Astronomen Wilhelm Herschel entdeckt, was später zum Eintrag NGC 3194 führte. Da die Positionsangaben von Wilhelm Herschel für diese Beobachtungsnacht von großen systematischen Fehlern betroffen waren, wurde das Objekt am 2. September 1828 vom britischen Astronomen John Herschel als neues Objekt verzeichnet und führte später zum Eintrag NGC 3155.